# Jules Mandin
Jules Théophile Mandin est un architecte français, né à Fontenay-le-Comte le 12 juin 1827, et mort à Périgueux le 3 avril 1905,.

## Biographie
Jules Mandin est le fils d'Hippolyte Simon Mandin, menuisier, et de Marie Henriette Marolleau.
Jules Mandin a été l'élève d'Hippolyte Lebas, entré dans son atelier le 19 septembre 1846. Il est admis à l'école des beaux-arts en 1847.
Il est architecte à Périgueux. Il est inspecteur des bâtiments de la Compagnie du chemin de fer de Paris à Orléans pour laquelle il a construit les gares de Figeac, Rodez, Brive, Cahors, Lexos et les ateliers de Périgueux. Il est le maître d'œuvre d'écoles, de mairies, de justice de paix, de marchés, d'hospices, de châteaux, d'hôtels en Indre-et-Loire, Deux-Sèvres, Sarthe et Dordogne.
Il a réalisé l'église Notre-Dame-des-Ronces de Nontron de 1872 à 1873, le clocher de l'église romane Saint-Martin de Villetoureix, en 1874, l'église Saint-Denis de Saint-Denis-la-Chevasse en 1897. L'ancienne église Saint-Pierre-ès-Liens de Montignac qui menaçait ruine est démolie en 1892, à l'exception du clocher. Les travaux de la nouvelle église sont entrepris sur les plans de l'architecte Jules Mandin (1827-1905). Les travaux sont terminés en 1897, sauf le clocher, par manque d'argent.
Il a participé au Salon des artistes français à Paris en 1894. Il est membre de la Société historique et archéologique du Périgord depuis sa fondation, en 1874.

## Peintures
- Paysage lacustre animé à Fontainebleau, 1877

## Publications
- « Notice sur l'église de La Chapelle-St-Robert », Bulletin de la Société historique et archéologique du Périgord, t. I,‎ 1874, p. 101 (lire en ligne)
- « Cachet trouvé au couvent des Ursulines de Périgueux », Bulletin de la Société historique et archéologique du Périgord, t. II,‎ 1875, p. 138 (lire en ligne)
- « L'église de Limeyrat », Bulletin de la Société historique et archéologique du Périgord, t. II,‎ 1875, p. 181-183 (lire en ligne)
- « L'art du peintre-verrier Henri Audoynaud », Bulletin de la Société historique et archéologique du Périgord, t. II,‎ 1875, p. 54-56 (lire en ligne)
- « L'église du Saint-Sépulcre de Villeneuve-d'Aveyron », Bulletin de la Société historique et archéologique du Périgord, t. II,‎ 1875, p. 191-192 (lire en ligne)
- « Une église forteresse  à Saint-Martial-de-Viveyrol, en Ribéracois », Bulletin de la Société historique et archéologique du Périgord, t. XXIV,‎ 1897, p. 229-231 (lire en ligne)
- « Dégagement de la galerie sud du cloître du monastère du Puy-Saint-Front », à Périgueux », Bulletin de la Société historique et archéologique du Périgord, t. 24,‎ 1898, p. 368-370 (lire en ligne).
- « Le plan d'une Abbatiale de religieux Augustins en Sarladais », Bulletin de la Société historique et archéologique du Périgord, t. XXIII,‎ 1896, p. 52-56 (lire en ligne)
- « Bouley. Un sanctuaire dans les bois, en Sarladais », Bulletin de la Société historique et archéologique du Périgord, t. XXVII,‎ 1900, p. 92-93 (lire en ligne)
- « La construction du dernier pylône de l'église dite latine de Saint-Front de Périgueux », Bulletin de la Société historique et archéologique du Périgord, t. XXVII,‎ 1900, p. 268-270 (lire en ligne)
- « Démolition de l'église Saint-Jean-l'Évangéliste », Bulletin de la Société historique et archéologique du Périgord, t. XLII,‎ 1915, p. 379-381 (lire en ligne)